# Kämmereiforst
Kämmereiforst este o arie protejată (arie specială de conservare — SAC, sit de importanță comunitară — SCI) din Germania întinsă pe o suprafață de 267 ha, integral pe uscat.

## Localizare
Centrul sitului Kämmereiforst este situat la coordonatele 51°28′35″N 12°32′20″E / 51.4764°N 12.5389°E.

## Înființare
Situl Kämmereiforst a fost declarat sit de importanță comunitară în august 2000 pentru a proteja 2 specii de animale. Situl a fost protejat și ca arie specială de conservare în aprilie 2011.

## Biodiversitate
Situată în ecoregiunea continentală, aria protejată conține 5 habitate naturale: Fânețe de joasă altitudine (Alopecurus pratensis, Sanguisorba officinalis), Păduri de fag Asperulo-Fagetum, Păduri de stejar sau de stejar și carpen sub-atlantice și medio-europene de Carpinion betuli, Păduri de stejar și carpen Galio-Carpinetum, Păduri aluvionare cu Alnus glutinosa și Fraxinus excelsior (Alno-Padion, Alnion incanae, Salicion albae).
La baza desemnării sitului se află mai multe specii protejate:
- amfibieni (1): triton cu creastă (Triturus cristatus)
- mamifere (1): liliac cârn (Barbastella barbastellus)